# Mercado Comum do Sul
Mercado Comum do Sul (Mercosul; em castelhano: Mercado Común del Sur, Mercosur; em guarani: Ñemby Ñemuha) é uma organização intergovernamental regional sul-americana fundada a partir do Tratado de Assunção em 26 de março de 1991 e com sede em Montevidéu. Trata-se de um dos maiores blocos econômicos em produto interno bruto (PIB) e o maior produtor de alimentos do mundo. Seus membros plenos são Argentina, Bolívia, Brasil, Paraguai, Uruguai e Venezuela, porém esta última está suspensa desde 1 de dezembro de 2016. Já Chile, Colômbia, Equador, Guiana, Peru, Suriname e Panamá são países associados. Conta com três órgãos permanentes decisórios (um superior, outro executivo e um terceiro para assuntos comerciais), alguns órgãos permanentes com sede (dois institutos, um tribunal, uma secretaria e um parlamento) e uma série de outros órgãos consultivos e técnicos.
Está estabelecida uma integração regional entre seus membros na forma de uma união aduaneira e com origens ligadas às discussões diplomáticas para a constituição de um mercado econômico regional para a América Latina iniciadas com a Associação Latino-Americana de Livre Comércio (ALALC) em 1960, sucedida pela Associação Latino-Americana de Integração (ALADI) em 1980. Nesse marco, Argentina e Brasil avançaram no assunto, assinando a Declaração do Iguaçu (1985), o que se seguiu com o Tratado de Integração, Cooperação e Desenvolvimento em 1988 entre ambos e posterior adesão de Paraguai e Uruguai ao processo até então bilateral. Além disso, os antecedentes se enquadravam na onda do regionalismo autonômico (ou fechado), até que a Ata de Buenos Aires de 1990 marcou o giro ao regionalismo aberto e novo regionalismo econômico, consolidado no ano seguinte no tratado constitutivo até hoje em vigor.
Uma vez fundado, a primeira década de funcionamento foi caracterizada pela construção do mercado comum, funcionamento da tarifa externa comum (TEC), crescimento do comércio intrazona e interrupção pela crise do Mercosul (o que incluiu o Efeito samba e crise argentina). A segunda década foi marcada pela ascensão da agenda político-social às prioridades, crescimento institucional, tratamento de assimetrias e direito ao desenvolvimento, sem alterar o processo decisório. A terceira trouxe uma série de impasses com mudanças profundas de governo, suspensão do Paraguai e incorporação e suspensão da Venezuela por descumprimentos do Protocolo de Ushuaia, relações bilaterais e regionais mais complexas.
Para além da integração econômica, são elementos centrais na constituição do Mercosul: a proximidade entre Argentina e Brasil para dinamização do processo; a promoção da ordem democrática, dos direitos humanos e da paz na região com superação das ditaduras militares e das desconfianças geopolíticas e nucleares; a configuração de forças entre coalizões propositivas e bloqueadoras formadas por atores não governamentais; a influência das agendas sociais na população; o efeito desagregador exercido por outras regiões ou potências extrarregionais; a conformação de espaços privilegiados de negociação e diálogo; e o compromisso de negociações externas comerciais conjuntas.

## História

### Antecedentes e fundação
A América do Sul foi ao longo de cinco séculos, palco das mais violentas batalhas do continente americano. Desde a chegada dos espanhóis e portugueses ao continente, a Bacia do Prata foi cenário das disputas luso-espanholas por território (o território que hoje é o Uruguai já foi espanhol, português, novamente espanhol e brasileiro). Entretanto, ao mesmo tempo, nesta região situam-se capítulos fundamentais da emancipação política e econômica dos futuros sócios do Mercosul.
Sob influência do estruturalismo latino-americano (pensamento disseminado da Comissão Econômica para a América Latina e o Caribe, CEPAL) foi firmado o Tratado de Montevidéu de 1980 e assim instituída a Associação Latino-Americana de Integração (ALADI). Com a flexibilidade da ALADI, Acordos de Alcance Parcial de Complementação Econômica (ACE) podiam ser celebrados sem necessariamente abranger todos os membros daquela organização. Noutro âmbito, em um processo de aproximação e eliminação de forma gradativa da rivalidade até então prevalecente entre Argentina e Brasil, foram firmados o Acordo Tripartite Corpus-Itaipu, em 1979, o Acordo de Cooperação para o Desenvolvimento e a Aplicação dos Usos Pacíficos da Energia Nuclear, em 1980, e a Declaração do Iguaçu, em 1985. Assim, uma série de acordos econômicos foram celebrados e precederam a fundação do Mercosul, com alguns protocolados na ALADI na forma de ACE.
| Assinado Em vigor Documento | 1980 Tratado de Montevidéu                        | 1985 (mai.) CAUCE II | 1985 (nov.) Declaração de Iguaçu | 1986 (jul.) Ata de Buenos Aires                      | 1986 (ago.) PEC II                                   | 1986 (dez.) Ata da Amizade                           | 1988 (abr.) Ata da Alvorada                          | 1988 (nov.) 1989 Tratado de Integração, Cooperação e Desenvolvimento | 1990 (jul.) Ata de Buenos Aires                      | 1990 (dez.) ACE 14                                   | 1991 Tratado de Assunção e ACE 18 | 1991 Tratado de Assunção e ACE 18 | 1991 Tratado de Assunção e ACE 18 |
|                             | Associação Latino-Americana de Integração (ALADI) |                      |                                  |                                                      |                                                      |                                                      |                                                      |                                                                      |                                                      |                                                      |                                   |                                   |                                   |
|                             |                                                   |                      | bilateralismo Argentina-Brasil   | Programa de Integração e Cooperação Econômica (PICE) | Programa de Integração e Cooperação Econômica (PICE) | Programa de Integração e Cooperação Econômica (PICE) | Programa de Integração e Cooperação Econômica (PICE) | Programa de Integração e Cooperação Econômica (PICE)                 | Programa de Integração e Cooperação Econômica (PICE) | Programa de Integração e Cooperação Econômica (PICE) | Mercado Comum do Sul (Mercosul)   |                                   |                                   |
|                             | bilateralismo Argentina-Uruguai                   |                      |                                  |                                                      |                                                      |                                                      |                                                      |                                                                      |                                                      |                                                      | Mercado Comum do Sul (Mercosul)   |                                   |                                   |
|                             |                                                   |                      | bilateralismo Brasil-Uruguai     |                                                      |                                                      |                                                      |                                                      |                                                                      |                                                      |                                                      | Mercado Comum do Sul (Mercosul)   |                                   |                                   |
|                             |                                                   |                      |                                  |                                                      |                                                      | trilateralismo Argentina-Brasil-Uruguai              |                                                      |                                                                      |                                                      |                                                      | Mercado Comum do Sul (Mercosul)   |                                   |                                   |
|                             |                                                   |                      |                                  |                                                      |                                                      |                                                      |                                                      |                                                                      |                                                      |                                                      |                                   |                                   |                                   |

Então, no dia 26 de março de 1991, os presidentes de Argentina, Brasil, Paraguai e Uruguai assinaram o Tratado de Assunção, visando a construir uma zona de livre-comércio entre os quatro países, denominada Mercado Comum do Sul. Baseado na Ata de Buenos Aires, o Tratado de Assunção definiu regras e condições para criação de uma zona de livre-comércio entre seus quatro signatários. Da mesma forma, ficou decidido que todas as medidas para a construção do mercado comum deveriam ser concluídas até 31 de dezembro de 1994. As principais implicações desta zona de livre-comércio são:
- A livre circulação de bens, serviços e fatores produtivos entre os países, através da eliminação dos direitos alfandegários e restrições não tarifárias à circulação de mercadorias e de qualquer outra medida de mesmo efeito, com o estabelecimento de uma tarifa externa comum e a adoção de uma política comercial comum em relação a terceiros países ou blocos econômicos;
- Produtos originários do território de um país signatário terão, em outro país signatário, o mesmo tratamento aplicado aos produtos de origem nacional;
- A coordenação de políticas de comércio exterior, agrícola, industrial, fiscal, monetária, cambial e de capitais, de outras que se acordem, a fim de assegurar condições adequadas de concorrência entre os membros, com o compromisso destes países em harmonizar suas legislações, especialmente em áreas de importância geral, para lograr o fortalecimento do processo de integração;
- Nas relações com países não signatários, os membros do bloco assegurarão condições equitativas de comércio. Desta maneira, aplicarão suas legislações nacionais para inibir importações cujos preços estejam influenciados por subsídios, dumping ou qualquer outra prática desleal. Paralelamente, os países do bloco coordenarão suas respectivas políticas nacionais com o objetivo de elaborar normas comuns sobre a concorrência comercial.[15][16]

Foi definido que durante o período de transição, os países signatários adotassem um regime geral de origem, um sistema para solucionar controvérsias e cláusulas de salvaguarda. O Tratado de Assunção também decidiu que a adesão de um novo membro estaria condicionada à ser membro também da ALADI, na qual as regras econômico-comerciais foram protocoladas na forma do ACE n. 18.

### Primeiras duas décadas
Inicialmente foi estabelecida uma zona de livre-comércio, em que os países signatários não tributariam ou restringiriam as importações um do outro. A partir de 1° de janeiro de 1995, esta zona converteu-se em união aduaneira, na qual todos os signatários poderiam cobrar as mesmas quotas nas importações dos demais países (tarifa externa comum). No ano seguinte, a Bolívia e o Chile adquiriram o estatuto de associados. Outras nações latino-americanas manifestaram interesse em entrar para o grupo. Em 2004, entrou em vigor o Protocolo de Olivos (2002), que criou o Tribunal Arbitral Permanente de Revisão do Mercosul, com sede na cidade de Assunção (Paraguai), por conta da insegurança jurídica no bloco sem a existência de um tribunal permanente. Dentre acordos econômicos firmados entre o Mercosul e outros entes, estão os tratados de livre-comércio (TLC) com Israel assinado no dia 17 de dezembro de 2007 e com o Egito assinado em 2 de agosto de 2010.
Em 23 de maio de 2008 foi assinado o Tratado Constitutivo da União de Nações Sul-Americanas (UNASUL), composta pelos doze Estados da América do Sul e fundada dentro dos ideais de integração sul-americana multissetorial. A organização conjuga as duas uniões aduaneiras regionais: o Mercosul e a Comunidade Andina (CAN). O cargo de Secretário-geral da Unasul fornece à entidade uma liderança política definida no cenário internacional, sendo um primeiro passo para a criação de um órgão burocrático permanente para uma união supranacional, que eventualmente substituirá os órgãos políticos do Mercosul e da CAN.

### Adesão da Venezuela e suspensão do Paraguai
A história da Venezuela no Mercosul iniciou em 16 de dezembro de 2003, durante reunião de cúpula do Mercosul realizada em Montevidéu, quando foi assinado o Acordo de Complementação Econômica Mercosul, Colômbia, Equador e Venezuela. Neste acordo foi estabelecido um cronograma para a criação de uma zona de livre-comércio entre os Estados signatários e os membros plenos do Mercosul, com gradual redução de tarifas. Desta maneira, estes países obtiveram sucesso nas negociações para a formação de uma zona de livre-comércio com o Mercosul, uma vez que, um acordo de complementação econômica, com o cumprimento integral de seu cronograma, é o item exigido para ascensão de um novo associado. No entanto, em 8 de julho de 2004, a Venezuela foi elevada ao status de membro associado, sem ao menos concluir o cronograma firmado com o Conselho do Mercado Comum. No ano seguinte, o bloco a reconheceu como uma nação associada em processo de adesão, o que na prática significava que o Estado possuía voz, mas não voto.
A investida venezuelana encontrou forte resistência nos congressos do Brasil e do Paraguai. O Protocolo de Adesão do país caribenho foi assinado em 2006 por todos os presidentes de países do bloco. Na sequência, os congressos uruguaio e argentino aprovaram a entrada do novo membro. O congresso do Brasil o fez somente em dezembro de 2009. Contudo, o congresso paraguaio não o aprovava e, desta forma, impossibilitou a adesão plena da nação caribenha. Posteriormente, em 29 de junho de 2012, em resposta à destituição sumária de Fernando Lugo da presidência, os presidentes do Mercosul decretaram a suspensão paraguaia até a eleição presidencial seguinte, em abril de 2013. Um mês depois, os presidentes do bloco reconheceram a adesão plena da Venezuela e diversos acordos comerciais foram firmados. Aventou-se que a decisão poderia ser revertida com o retorno paraguaio ao exercer seu poder de veto, o que não se verificou. A decisão foi alvo de controvérsias. Para alguns economistas, a aceitação da Venezuela como membro pleno do Mercosul amplia a importância econômica do bloco e abre novas oportunidades de negócios e investimentos. No entanto, para outros, a decisão foi precipitada, imposta pelos governos do Brasil e Argentina e motivada puramente por interesses políticos.

### Suspensão da Venezuela

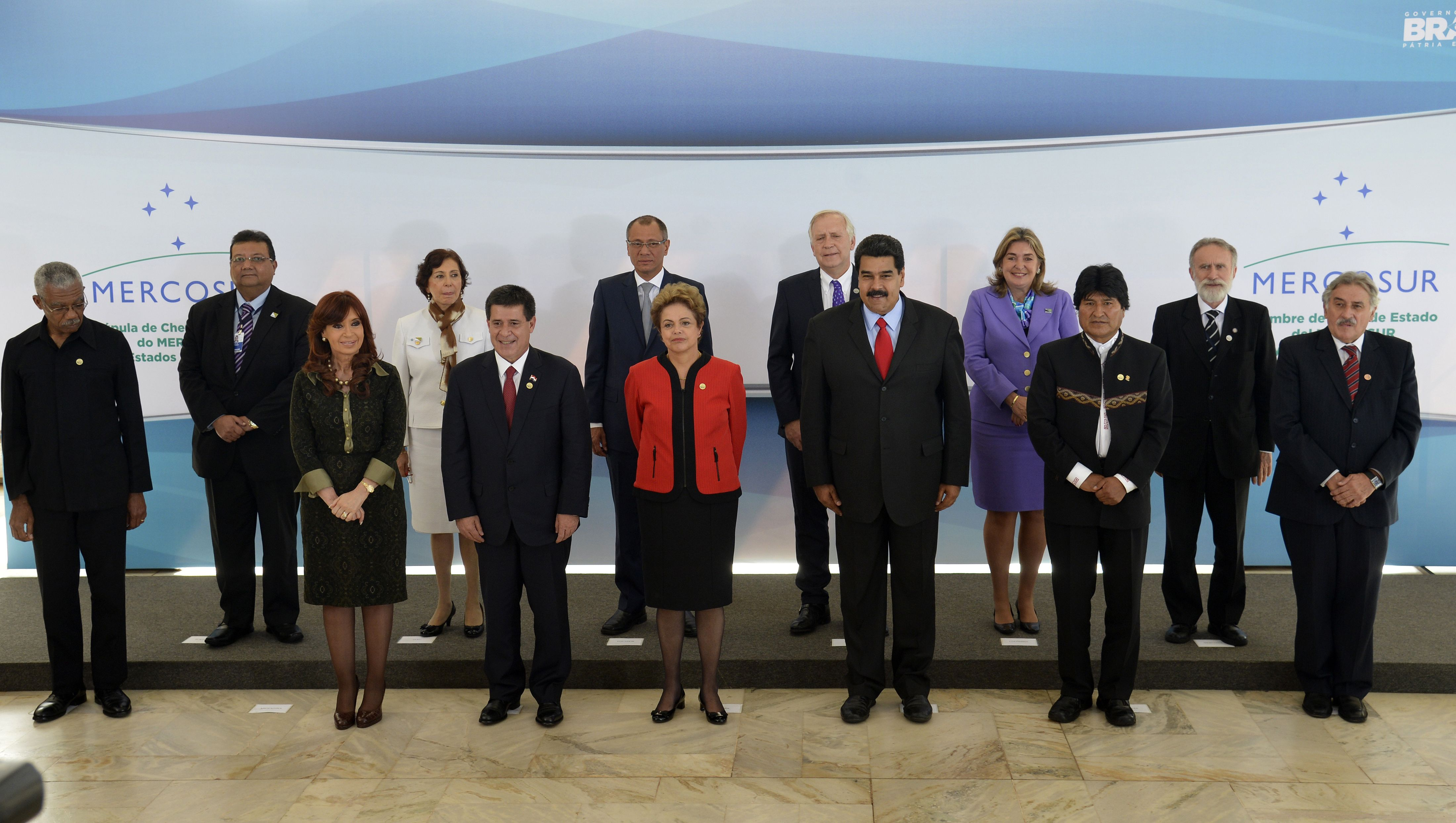
Sessão Plenária da 48.ª Cúpula do Mercosul em Brasília, 17 de julho de 2015

A ascensão de governos de direita na Argentina, com Mauricio Macri em 2015, e no Brasil, com Michel Temer em 2016, privou a Venezuela de dois aliados e inverteu a relação de forças dentro do Mercosul, movimento que se somava à posição crítica que o Paraguai assumia contra a Venezuela desde 2013.
Em novembro de 2015, o então recém-eleito presidente da Argentina, Mauricio Macri, afirmou que pediria a suspensão da Venezuela do Mercosul, porém devido aos resultados das eleições legislativas venezuelanas ele recuou da proposta duas semanas depois.
Em julho de 2016, a passagem da presidência temporária do Mercosul para a Venezuela, que deveria assumir a liderança no segundo semestre de 2016, transformou-se em uma crise entre os países do bloco, em razão de acusações de que o governo venezuelano estaria violando a cláusula democrática do bloco, diante de denúncias de que haveriam presos políticos no país e de que o presidente Nicolás Maduro mantinha controle sobre o Judiciário. Em um encontro informal dos chanceleres dos países, decidiu-se por adiar a decisão sobre a passagem da presidência. O Uruguai, que detinha a presidência, era a favor da transferência para a Venezuela, enquanto Argentina, Brasil e Paraguai estavam bloqueando a transição. À época, o Paraguai era o único país que defendia abertamente que a Venezuela não assumisse a liderança do bloco. O ministro das Relações Exteriores brasileiro, José Serra, pedia que a decisão fosse adiada para agosto. A Argentina estava dividida: enquanto a chanceler Susana Malcorra se dizia favorável à transferência da presidência para a Venezuela, o presidente Mauricio Macri fazia duras críticas à situação política do país.
Em 13 de setembro de 2016, os quatro países fundadores do Mercosul — Brasil, Argentina, Paraguai e Uruguai — chegaram a um acordo que impediu a Venezuela de assumir a presidência rotativa do bloco e decidiram que conduziriam de forma conjunta a liderança do organismo.  O argumento para a decisão foi o descumprimento do compromisso do governo venezuelano em incorporar normas e acordos ao seu ordenamento jurídico. Segundo divulgou o Ministério das Relações Exteriores do Brasil, as principais normativas não incorporadas foram o Acordo de Complementação Econômica nº 18 (1991), que convenciona um programa de liberação comercial conjunto; o Protocolo de Assunção sobre Compromisso com a Promoção e Proteção dos Direitos Humanos do Mercosul (2005), que estabelece que nos países do bloco deve haver  "a plena vigência das instituições democráticas e o respeito dos direitos humanos e das liberdades fundamentais"; e o Acordo sobre Residência para Nacionais dos Estados Partes do Mercosul (2002), que estabelece que os habitantes de um país membro podem obter residência legal em outro país membro do bloco.
Em 1 de dezembro de 2016, a Venezuela foi suspensa como membro pleno do Mercosul. Os ministros de Relações Exteriores da Argentina, Brasil, Paraguai e Uruguai notificaram o governo venezuelano sobre “a cessação do exercício dos direitos inerentes à condição de Estado Parte”, segundo comunicado oficial divulgado. A suspensão implicou a perda de voto, mas não de voz, do país em relação ao bloco. Na decisão, os quatro países consideraram que a Venezuela não incorporou, no prazo, acordos e normas que deveriam ter sido adotados após sua entrada no bloco, entre eles o Protocolo de Assunção de promoção e proteção dos direitos humanos e o acordo sobre residência.
Em 1 de abril de 2017, três dias após a remoção dos poderes da Assembleia Nacional da Venezuela, os governos dos países fundadores do bloco, Brasil, Argentina, Uruguai e Paraguai, decidiram ativar a cláusula democrática com relação à Venezuela no Mercosul por conta da "falta de separação de poderes" e por terem diagnosticado uma "ruptura da ordem democrática" no governo de Nicolás Maduro. Conforme a chanceler argentina, Susana Malcorra, a "cláusula democrática do Mercosul não implica a expulsão do Estado em questão. E sim um acompanhamento da situação, em busca de soluções pela via do diálogo". O documento divulgado pelos chanceleres dos quatros países dizia que "o Governo da Venezuela deve adotar imediatamente medidas concretas, consertadas com a oposição, para assegurar a efetiva separação de poderes, o respeito ao Estado de Direito, os direitos humanos e o respeito às instituições".
Em 5 de agosto de 2017, os governos de Brasil, Argentina, Uruguai e Paraguai decidiram suspender os direitos e obrigações da Venezuela como membro do Mercosul. A decisão, conforme documento divulgado pelos representantes dos quatros países, foi motivada pela constatação de uma "ruptura da ordem democrática no país" no país, o que estaria violando o Protocolo de Ushuaia, que estabelece que "a plena vigência das instituições democráticas é condição essencial para o desenvolvimento do processo de integração".

### Adesão da Bolívia
Em 5 de julho de 2024, após quase sete meses de debate, o presidente da Bolívia, Luis Arce, promulgou a lei de adesão ao Mercosul. Apresentada ao Congresso da Bolívia em dezembro, a lei foi aprovada pela Câmara dos Deputados em junho e pelo Senado em 3 de julho. Arce destacou a importância estratégica da adesão ao Mercosul, enfatizando a integração regional e o fortalecimento econômico. A Bolívia iniciou o processo de adesão em 2015, exigindo aprovação dos poderes legislativos dos países-membros. A Bolívia terá quatro anos para adaptar sua legislação à do Mercosul, beneficiando-se da livre circulação de bens, serviços e eliminação de tarifas alfandegárias.

### Acordo com EFTA
Em julho de 2025, durante cúpula dos países do Mercosul realizada em Buenos Aires, foi anunciado um acordo de livre comércio entre o Mercosul e a Associação Europeia de Comércio Livre (EFTA).

## Membros

Mapa da América do Sul com destaque aos membros do Mercosul, tanto Estados-parte, quanto Estados associados

O Mercosul é formado por seis membros plenos (Estados-Parte): Argentina, Bolívia, Brasil, Uruguai, Paraguai e Venezuela, que está suspensa do bloco desde dezembro de 2016. Há ainda seis países associados (Estados Associados): Chile, Colômbia, Equador, Guiana, Peru, Suriname e Panamá.  Para ascender à categoria de país associado, o disposto na Decisão n. 18 de 2004 regulamenta que a admissão de novos países associados no bloco, exige, no seu artigo 1.º, a assinatura prévia de acordos de complementação econômica (ACE), instrumentos bilaterais firmados pelo Mercosul. Nesses acordos se estabelece um cronograma para a criação de uma zona de livre-comércio entre o Estado signatário e os membros plenos do Mercosul com uma gradual redução de tarifas. Além de poder participar na qualidade de convidado nas reuniões de organismos do bloco, os estados associados também podem assinar acordos sobre matérias comuns.
| Estados-Parte | - Argentina (1991) - Bolívia (2024) - Brasil (1991) - Paraguai (1991) - Uruguai (1991) - Venezuela (2012) · (suspensa) | Estados Associados | - Chile (1996) - Peru (2003) - Colômbia (2004) - Equador (2004) - Guiana (2012) - Suriname (2012) - Panamá (2024) |

O Paraguai, um dos signatários do Tratado de Assunção, teve sua adesão suspensa de 29 de junho de 2012 a agosto de 2013. Desta forma, as decisões acordadas pelo bloco independeram de sua aprovação legislativa durante este período.
A Venezuela teve seu processo de adesão reconhecido em 2005. Foi concretizada em virtude da destituição do presidente paraguaio Fernando Lugo, quando o país foi temporariamente suspenso do bloco. Tal fato tornou possível a adesão venezuelana como membro pleno do Mercosul a partir do dia 31 de julho de 2012, pois a inclusão era até então impossível em razão do veto paraguaio. Porém, em 1° de dezembro de 2016, a Venezuela foi suspensa do grupo, por não cumprir com as diretrizes do bloco, entre os quais o compromisso com a promoção e proteção dos direitos humanos.
O Chile formalizou sua associação ao Mercosul em 25 de junho de 1996, durante a X Reunião da Cúpula do Mercosul, em San Luis, na Argentina, através da assinatura do Acordo de Complementação Econômica Mercosul-Chile. A Bolívia formalizou sua associação na XI Reunião da Cúpula em Fortaleza, em 17 de dezembro de 1996, por meio da assinatura do Acordo de Complementação Econômica Mercosul-Bolívia. Em 7 de dezembro de 2012, o presidente boliviano Evo Morales assinou um protocolo, visando à adesão deste país à condição de membro pleno do bloco. Mas em 15 de julho de 2015, em reunião entre membros do bloco e Estados associados, o chanceler boliviano assinou um novo protocolo, contendo o mesmo conteúdo da proposta anterior. A então chefe do executivo brasileiro Dilma Rousseff justificou afirmando que seu governo "trabalhou para acelerar entrada de Bolívia no Mercosul" e que tal manobra foi realizada para "acelerar os trâmites". No entanto, ambas propostas dependem de análise e eventual aprovação legislativa para ter validade. Assim, a Bolívia é, desde a 48.ª reunião de cúpula, em 17 de julho de 2015, um Estado associado em processo de adesão. Em 5 de julho de 2024, após quase sete meses de debate, o presidente da Bolívia, Luis Arce, promulgou a lei de adesão ao Mercosul. Apresentada ao Congresso da Bolívia em dezembro, a lei foi aprovada pela Câmara dos Deputados em junho e pelo Senado em 3 de julho..
O Peru formalizou sua associação ao Mercosul em 2003 pela assinatura do Acordo de Complementação Econômica Mercosul-Peru. A Colômbia e o Equador formalizaram a associação ao Mercosul em 2004 mediante a assinatura do Acordo de Complementação Económica Mercosul-Colômbia, Equador e Venezuela. A Guiana e o Suriname assinaram um acordo-quadro de associação com o Mercosul em julho de 2013. Porém, tal proposta precisa de aprovação legislativa para ter validade. Bem como o protocolo de adesão como membro pleno da Bolívia, as adesões como países associados tiveram novos documentos assinados na 48.ª reunião de cúpula, em 17 de julho de 2015, cujas ratificações ainda dependem da anuência dos parlamentos nacionais envolvidos para a entrada em vigor.
Em 2024, Panamá formalizou seu interesse em se juntar ao Mercosul como um membro associado. Panamá já havia sido convidado para se tornar membro associado do Mercosul em 2005. O Panamá concretizou sua entrada no bloco como país associado em 6 de dezemebro de 2024.
A Guiana Francesa não integra ao bloco econômico, pois pertence à França e consequentemente faz parte da União Europeia. Por vezes, Nova Zelândia e México são apontados como observadores do Mercosul, entretanto, esse não é um estatuto encontrado nas normativas, tampouco na apresentação institucional feita no endereço eletrônico do bloco.
República Dominicana deve ser o próximo país a entrar como associado devido à iniciativa de intensificação das relações com os países da América Central.

## Estrutura institucional

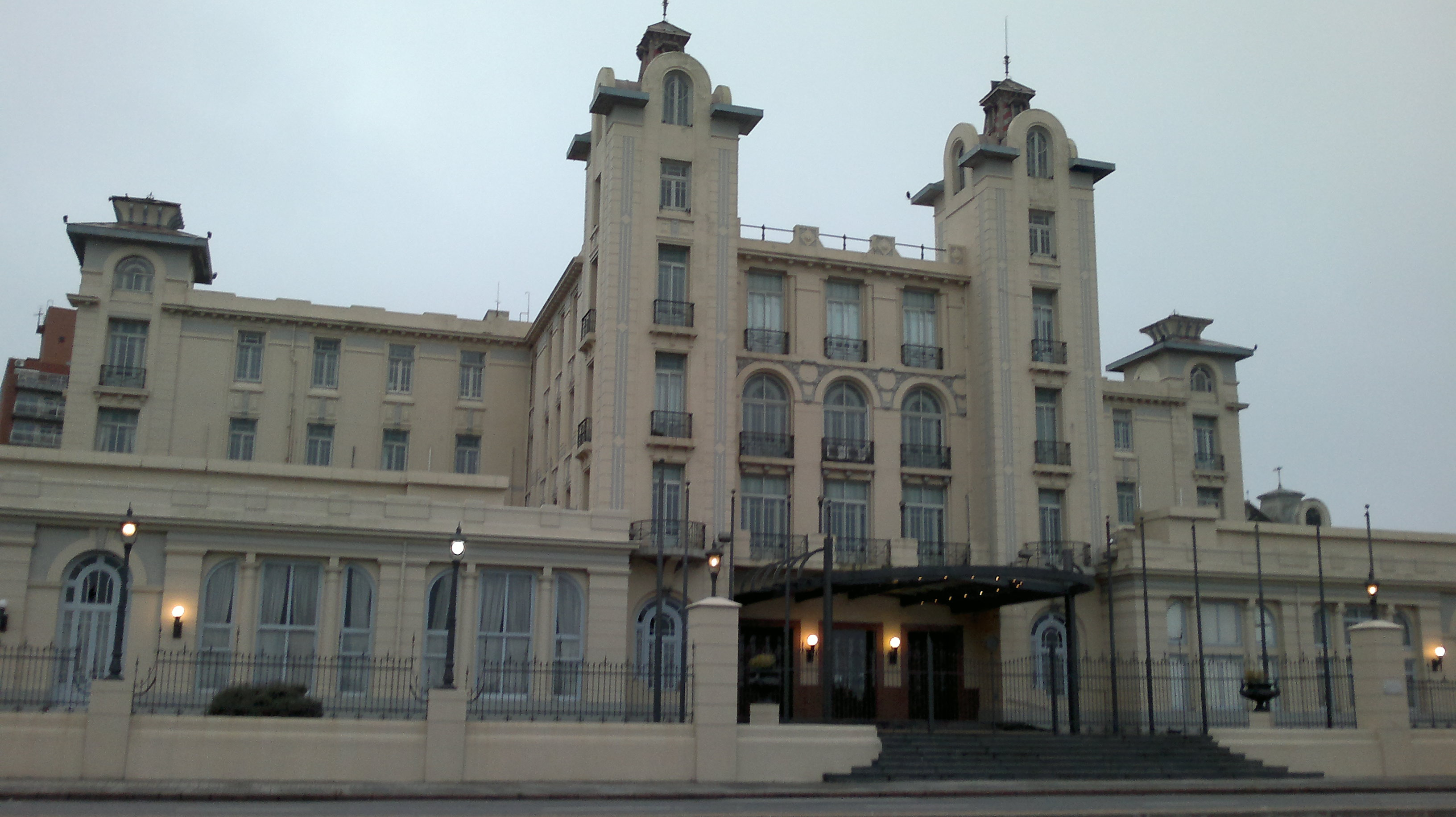
Edifício Mercosur, sede da organização em Montevidéu, Uruguai

A estrutura institucional do Mercosul é composta por um conjunto de órgãos estabelecidos principalmente por seus documentos constitutivos. O Tratado de Assunção (1991) criou órgãos de forma provisória para que o Protocolo de Ouro Preto (1994) fixasse a estrutura definitiva de funcionamento, que foi alterada em menor proporção por normativas posteriores. A Presidência Pro Tempore (PPT) é o esquema de funcionamento para condução dos trabalhos dos órgãos do Mercosul na forma de uma ocupação semestral rotativa entre os Estados-Partes. Os principais órgãos do Mercosul são os seus três órgãos decisórios, mas há também órgãos de caráter representativo e consultivo, órgãos de apoio técnico e logístico, órgãos auxiliares permanentes para implementação de políticas regionais e subdivisões desses próprios órgãos.
| Conselho do Mercado Comum (CMC) — órgão decisório supremo — - condução política do processo de integração - se pronuncia por decisões - formado pelos Ministros de Relações Exteriores e de Economia dos Estados-Partes | Grupo Mercado Comum (GMC) — órgão decisório executivo — - fixação dos programas de trabalho e negociação de acordos com terceiros em nome do MERCOSUL, por delegação expressa do CMC - se pronuncia por resoluções - formado por representantes dos Ministérios de Relações Exteriores e de Economia, e dos Bancos Centrais dos Estados-Parte | Comissão de Comércio do Mercosul (CMC) — órgão decisório técnico — - apoio ao GMC no que diz respeito à política comercial do bloco - se pronuncia por diretivas |
| Parlamento do Mercosul (PARLASUL) — órgão representativo e consultivo — - representação parlamentar - se pronuncia por declarações, disposições e recomendações - sede em Montevidéu                                    | Foro Consultivo Econômico-Social (FCES) — órgão representativo e consultivo — - representação dos setores da economia e da sociedade - se pronuncia por recomendações ao GMC - sem sede fixa | Tribunal Permanente de Revisão do Mercosul (TPR) — órgão permanente de implementação de política regional — - solução de controvérsias - sede em Assunção        |
| Secretaria do Mercosul (SM) — órgão de apoio técnico e logístico — - sem poder decisório - sede em Montevidéu | Instituto de Políticas Públicas de Direitos Humanos (IPPDH) — órgão permanente de implementação de política regional — - sem poder decisório - sede em Buenos Aires | Instituto Social do Mercosul (ISM) — órgão permanente de implementação de política regional — - sem poder decisório - sede em Assunção                           |

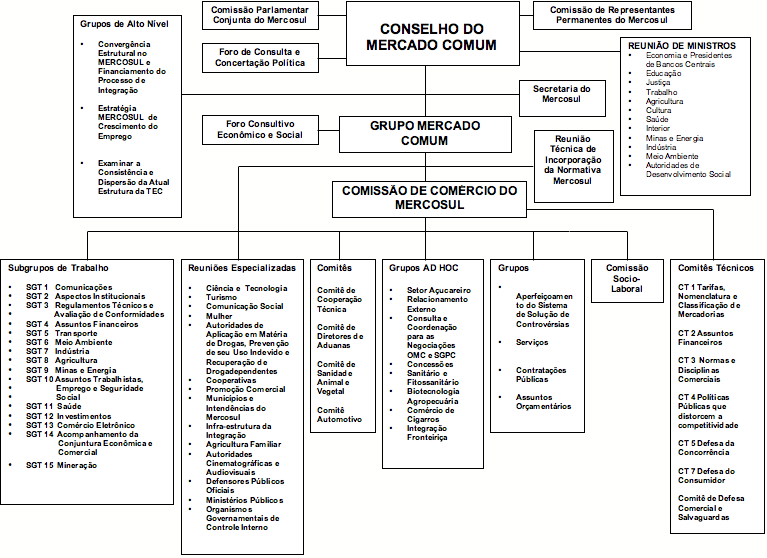
Estrutura organizacional do Mercosul em 2006

O Parlasul foi constituído no dia 6 de Dezembro de 2006, em substituição à Comissão Parlamentar Conjunta (CPC), prevista no Protocolo de Ouro Preto. Além disso, através da Dec. N.º 11/03, constituiu-se um órgão permanente vinculado ao CMC: a Comissão de Representantes Permanentes do Mercosul (CRPM). Esta é integrada por representantes de cada Estado-Parte e sua função principal é apresentar iniciativas ao CMC sobre temas relativos ao processo de integração, as negociações externas e a conformação do mercado comum. O Alto Representante-Geral do MERCOSUL foi um órgão permanente criado em 2010 e extinto em 2017 com funções próximas às da CRPM. Para além do TPR, o sistema de solução de controvérsias também é composto por "Tribunais Ad Hoc" (TAH) e também há o Tribunal Administrativo-Laboral vinculado ao GMC.
O Mercosul conta também com instâncias orgânicas consultivas e não decisórias como: o Foro de Consulta e Concertação Política (FCCP), os grupos de alto nível (GAN), as reuniões de ministros(as) e altas autoridades (RM) dependentes do CMC; a Comissão Sociolaboral (CSL), o Comitê Automotivo (CA), as reuniões especializadas (RE), os grupos, os subgrupos de trabalho (SGT), os grupos ad hoc (GAH) dependentes do GMC; e os comitês técnicos (CT) dependentes do CCM.

## Integração

### Imigração

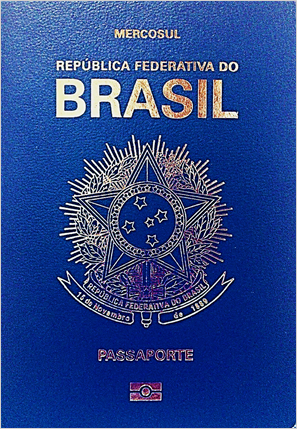
Passaporte brasileiro, com a indicação "MERCOSUL"

O Mercosul, Bolívia e Chile estabeleceram que todo esse território constitui uma Área de Livre Residência com direito ao trabalho para todos seus cidadãos, sem exigência de outro requisito além da própria nacionalidade. A Área de Livre Residência foi estabelecida na reunião de cúpula de Presidentes em Brasília, mediante o "Acordo sobre Residência para Nacionais dos Estados Partes do Mercosul, Bolívia e Chile" assinado em 6 de dezembro de 2002.

### Economia
Participação percentual dos membros no PIB total do Mercosul, em 2018.
Atualmente o Mercosul possui um PIB de mais de 3 trilhões de dólares (base PPC), sendo que cerca 70% deste valor corresponde ao Brasil. Logo as assimetrias de mercados existentes no bloco são grandes. Isso vem causando uma série de atritos dentro do bloco, além de ser um dos fatores que dificultam a criação de uma moeda única.
Em 1998 os quatro presidentes firmam a Declaração Sociolaboral do Mercosul (DSL), que em sua vez cria a Comissão Sociolaboral (CSL), de composição triparte, com o fim de seguir a aplicação da DSL.
Os presidentes da Argentina, Alberto Fernández, e do Brasil, Luiz Inácio Lula da Silva, publicaram artigo conjunto em 22 de janeiro de 2023 em que anunciam e defendem proposta de criação de uma moeda comum para ser utilizada em transações comerciais e financeiras dentro do bloco. A moeda se chamaria "sur" e serviria para intermediar fluxos financeiros internacionais entre os países membros, sendo intercambiada com as moedas locais, que permaneceriam existindo. A moeda não se confunde com uma proposta de criação de uma moeda única, nos moldes do Euro, e que substituiria as moedas locais. Esta proposta nunca chegou a ser formalmente estudada.

### Direito
O mecanismo de solução de controvérsias do Mercosul passou por quatro fases distintas até chegar a configuração atual. Primeiro, as determinações do anexo III do Tratado de Assunção, depois as do Protocolo de Brasília, passando então pelo Protocolo de Ouro Preto, até finalmente chegar na vigência atual do Protocolo de Olivos. Em conformidade a este protocolo, o funcionamento atual do órgão de solução de controvérsias do Mercosul resume-se a controvérsias entre Estados Partes, recurso de revisão, medidas excepcionais e de urgência, opiniões consultivas, e laudos dos tribunais do Mercosul (Tribunal Permanente de Revisão e Tribunal Ah Hoc).

### Cultura e educação
As línguas oficiais do Mercosul são o português, o castelhano e o guarani. Os documentos de trabalho são redigidos na língua do país sede de cada reunião. Os ministérios de Cultura do Mercosul aprovaram, a pedido do Paraguai, a inclusão do guarani como língua oficial do bloco. A decisão foi um dos resultados da 23.ª Reunião de Ministros do Mercosul Cultural, no Rio de Janeiro, sancionada na XXXII Cúpula do Mercosul, e igualou o guarani em condições com o português e castelhano. Contudo o guarani, ainda que goze da posição de língua oficial do bloco, carece de propagação no mesmo.
Há programas importantes de intercâmbio educacional em curso, além de algumas iniciativas importantes na área cultural, como os acordos de coprodução cinematográfica entre Argentina e Brasil e a distribuição de bolsas de estudo com recursos crescentes, incluindo alunos de graduação, pós-graduação e docentes.

Bandeira em português
Bandeira em espanhol
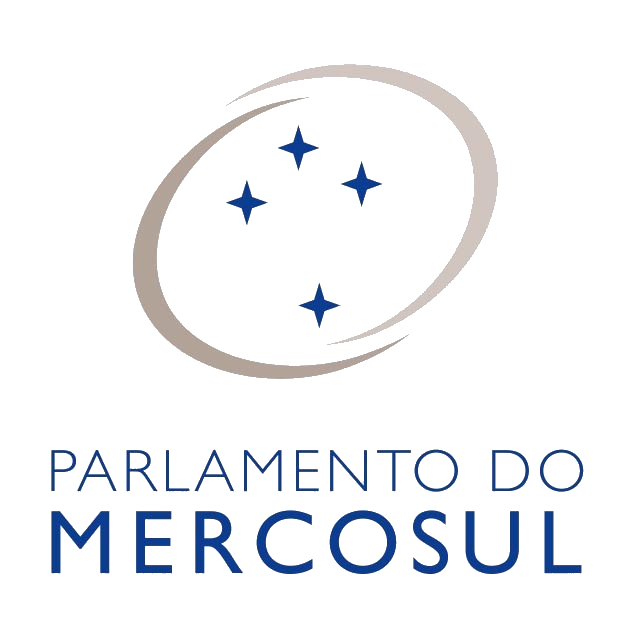
Emblema do Parlamento do Mercosul

De acordo com o artigo 1.º do Decreto N.º 17/02 do Conselho do Mercado Comum (CMC) os símbolos do Mercosul são: o nome "Mercado Comum do Sul" e sua sigla "MERCOSUL", o emblema do Mercosul e a bandeira nos idiomas português e espanhol. A bandeira do Mercosul é formada pelo Cruzeiro do Sul e o horizonte do qual emerge. O Cruzeiro do Sul foi escolhido porque representa o principal elemento de orientação do Hemisfério Sul, e para o Mercosul simboliza o rumo otimista de integração regional que se pretende dar aos países partes.

### Identificação de veículos terrestres
As placas de identificação de veículos no Mercosul (oficialmente: Placa MERCOSUL; anteriormente: Patente MERCOSUL) são um sistema em implantação de cadastro de veículos do transporte rodoviário em países do Mercado Comum do Sul (MERCOSUL), bloco regional e organização intergovernamental fundado em 1991.
Durante um encontro realizado em Foz do Iguaçu, no Brasil, em 15 de dezembro de 2010, foi aprovada uma resolução para unificar os modelos de placas dos então quatro países pertencentes ao bloco: Argentina, Brasil, Paraguai e Uruguai. O planejamento inicial previa a implantação em até 10 anos, inicialmente a partir de 2016 para veículos de carga e de passageiros que circulassem além das fronteiras. Em 8 de outubro de 2014, um novo encontro, realizado em Buenos Aires, Argentina, com os representantes dos agora cinco países-membros do bloco (os quatro fundadores mais a Venezuela) foi apresentado o modelo de placas do Mercosul, com implantação prevista a partir de 2016.

## Relações externas
As relações externas do Mercado Comum do Sul (Mercosul) são as interações do Mercosul com terceiros países, isto é, com países que não são seus membros (Estados-Parte), com grupos de países e com outras organizações internacionais. O Mercosul é uma organização internacional, um sujeito de Direito Internacional e uma união aduaneira e todas essas três categorias têm significado para suas relações externas. Sendo uma organização internacional (ou precisamente uma organização intergovernamental internacional), para além de servir como um mecanismo de cooperação internacional e como fórum de circulação, legitimação e enraizamento de ideias, funciona também como importante ator do sistema internacional. Embora comporte-se desde sua fundação como sujeito do direito internacional (negociando e celebrando acordos, por exemplo), sua personalidade jurídica foi formalmente expressa apenas no Protocolo de Ouro Preto, de 1994. E como união aduaneira empreende uma política de integração regional comercial por meio de uma tarifa externa comum (TEC) aos Estados-Parte.
Em 2010, o Conselho do Mercado Comum (CMC), órgão superior do Mercosul, regulamentou as relações externas ao definir que "a ação externa do Mercosul será desenvolvida mediante a negociação de mecanismos de vinculação política, comercial ou de cooperação com terceiros países ou grupo de países”. Essa regulamentação expressa no artigo 58 do Programa de Consolidação da União Aduaneira (Decisão n. 56 de 2010) tipificou as relações externas do Mercosul em vínculos políticos, vínculos comerciais e vínculos para cooperação. Institucionalmente, o tratado constitutivo (o Tratado de Assunção, de 1991) e seus protocolos conferiram a condução das relações exteriores aos três órgãos decisórios (o CMC, o Grupo do Mercado Comum e a Comissão de Comércio), mas outras normativas permitiram que outros órgãos também exercessem funções atinentes às relações exteriores. Por exemplo, durante boa parte da década de 2010, os três tipos de vínculos ficaram distribuídos institucionalmente entre o Alto Representante-Geral (ARGM), o Grupo de Relacionamento Externo (GRELEX) e o Grupo de Cooperação Internacional (GCI), respectivamente. E em 2014 foi aprovada especificamente a Política de Cooperação Internacional do MERCOSUL (Decisão n. 23 de 2014), que abrange tanto a cooperação intra-Mercosul (entre os Estados-Parte), quanto a extra-Mercosul (com terceiros).